# آخراوات
آخراوات (بالإنجليزية: Alteromonadales)‏ هي رتبة بكتيريا من المتقلبات، على الرغم من معاملتها كعائلة واحدة (الآخريات)، تم تقسيمها إلى ثمانية عائلات من قبل إيفانوفا وآخرون. في عام 2004. هي عبارة عن قضبان مستقيمة أو منحنية، متحركة عن طريق استخدام سوط واحد ومعظم أنواعها البحرية.

## العائلات
- آخريات Alteromonadaceae
- Colwelliaceae
- Ferrimonadaceae
- Idiomarinaceae
- Moritellaceae
- Pseudoalteromonadaceae
- Psychromonadaceae
- Shewanellaceae